# Kupferhammer (Greiz)
Der Kupferhammer ist eine Einzelsiedlung der Stadt Greiz im Landkreis Greiz in Thüringen. Politisch gehört der Kupferhammer zur Innenstadt von Greiz und nicht zu einem speziellen Stadtteil.

## Lage
Der Kupferhammer liegt nordwestlich der Innenstadt von Greiz und dem Laagweg auf der rechten Flussseite der Weißen Elster inmitten des Greiz-Werdauer Waldes. Neumühle/Elster liegt im Norden und westlich auf den Höhen des Elstertales der Greizer Stadtteil Gommla. Am Hang führen die Bahnstrecke Gera Süd–Weischlitz und die L 2344 vorbei.

## Geschichte
An der Stelle der heutigen Gebäude stand ursprünglich ein Kupferhammerwerk. Später wurden dort Webereigebäude der Weberei F. T. Bauch (später auch Jacobi & Bauch) errichtet, danach waren dort u. a. eine Lackfabrik (1921), die Zahnradfabrik Braun & Döring (1941) u. a. ansässig, heute dienen sie der Papierverarbeitung und produziert Industriehülsen.
Nördlich des Kupferhammers wurde bereits 1937 eine mechanische Kläranlage für das Greizer Stadtgebiet errichtet. 1998 wurde an derselben Stelle ein neues, vollbiologisches Klärwerk in Betrieb genommen. Lokal besitzt die Anlage den Namen „Am Kupferhammer“.